# Zoran Kurteš
Zoran Kurteš (magyar átírással Zorán Kurtes, cirill írással Зopан Куртeш, Újvidék, 1965. december 23. – Mamaia, 2010. május 7. ) szerb nemzetiségű kézilabdaedző, volt jugoszláv szövetségi kapitány volt, aki rövid élete során számos első osztályban szereplő férfi felnőtt kézilabda-csapatot irányított.

## Pályafutása játékosként
Zoran Kurteš Gajdobrában (magyar neve: Szépliget) ismerkedett meg a kézilabda alapjaival, majd játékosként 11 szezonon át az RK Jugović Kać színeiben versenyzett a jugoszláv bajnokságban.

## Pályafutása edzőként

### RK Jugović Kać
A Nagy-Jugoszláv állam széthullása után egy új kézilabda-generáció kezdett el felnőni.
Ennek egyik nagy „nevelője” Zoran Kurteš volt. A Jugovićnál ő lett a valaha jugoszláv kluboknál alkalmazott legfiatalabb edző. Kezdetben utánpótlás-csapatokat irányított, majd a felnőtt-csapat vezetőedzői posztját is betöltötte.
1992-ben a fiatal és edzői karrierje elején álló Zoran megszerezte a klub 1. trófeáját. Az 1974-es generáció ifjúsági-bajnok lett Jugoszláviában. Játékosai ekkor Dragojlović, Vinčić, Cukić, Čakalić, Miodrag Vujadinović, Željko Savić, Lazić, Isakov, Mandić, Marko Krivokapić, Milan Mirković i Skuban voltak. A kaći csapat ebben az időben ontotta a jó játékosokat. Nem véletlen, hogy a férfi felnőtt csapat a 2000/2001-es szezonban megnyerte a City-kupát is. A Jugović utánpótláscsapataival a kilencvenes évek elején további sikereket ért el a szerb edző. 1993-ban korosztályos bajnokságot nyert a Crvena zvezda ellen. Ezt a sikert még kétszer megismételte, majd új klubot választott: a Sintelon edzője lett.

### RK Sintelon
Zoran Kurteš az 1998/1999 szezonban irányította legelőször a Sintelon férfi kézilabda-csapatát (mai neve: RK Tarkett). Arany betűkkel írta be a nevét a klub történetébe. Mindjárt a legelső Sintelonnál töltött évében a csapatot a Jugoszláv bajnokság 3. helyéig vezette, és a kupában is döntőt játszott csapatával. Nyilvánvaló volt, hogy a szerb szakembert nem engedhetik el, s már második idénye alatt újabb szenzációs eredményekkel hálálta meg a bizalmat. A klub történetének legjobb eredményét érte el azzal, hogy a Jugoszláv bajnokságban 2. helyet ért el a csapattal, míg a Jugoszláv Kupát meg is nyerte ezzel a gárdával az 1999/2000-es idényben. Ugyanebben a szezonban a City-kupa elődöntőjéig jutott a csapat. A 2000/2001-es idény során újra bajnoki döntőt játszhatott a csapat, de újra elvérzett a sokkal erősebb Lovćennel szemben. A jugoszláv kupában elődöntőig menetelt a csapat, ahol az RK Partizan állította meg a Sintelont. Nemzetközi porondon negyeddöntőig jutott a csapat a KEK-ben, s az akkor spanyol bajnok Ademar León állította csak meg a jugoszlávokat. Az idény végén Zoran Kurteš távozott a csapattól.

### RK Partizan Beograd
Zoran a belgrádi évek alatt is folytatta kitűnő munkáját. Jugoszláv bajnok lett 2002-ben, majd immáron az új elnevezésű országban szerb-montenegrói bajnoki címet szerzett a Partizannal 2003-ban is. A nemzetközi porondon is sikeresnek bizonyult a szerb edző. A KEK-ben elődöntőig vezette csapatát a 2001/2002-es idényben, ahol csak a spanyol Ciudad Real tudta megállítani azt. 2003 nyarán távozott az anyagilag nehéz helyzetbe került klubtól.

### A jugoszláv válogatott szövetségi kapitánya
2002. augusztus 23-a nagy nap volt Zoran Kurteš életében, hiszen mint minden edző álma, egy megtisztelő feladat érte őt. Felkérték az RK Partizan Beograd edzőjét a jugoszláv férfi kézilabda válogatott irányítására. Zoran Živković korábbi szövetségi kapitány 2002. júliusi távozását követően új edzőt kellett keresni a jugoszláv kispadra. 2 jelölt neve merült fel, mint lehetséges megoldás. Az egyik Kurteš mester volt, aki már 1999-től a jugoszláv válogatott mellett tevékenykedett másodedzőként, s részese volt az 1999-ben, valamint 2001-ben világbajnokságon bronzérmet nyerő jugoszláv válogatott stábjának. Többen mellette tették le a voksukat, mert a folytonosság letéteményesét vélték benne felfedezni.
A másik jelölt Veselin Vujović volt. Az ő jelöltségét azért nem támogatták sokan, mert az EHF (Európai Kézilabda Szövetség) 2004. január 1-jéig eltiltotta minden nemű kézilabdához köthető tevékenységtől, mert a 2002-es KEK-fináléban tevékenyen részt vett a Ciudad Real vezetőedzőjeként a Flensburg ellen kitört verekedésben.
Kurteš a válogatottal, a 2003-as világbajnokságon, Portugáliában 8. helyezést ért el.

### RK Vojvodina Novi Sad
2004-ben egy új csapat kezdett kiemelkedni a szerb-montenegrói bajnokságból. Ez nem volt más, mint a Vojvodina. A csapat 2005-ben, Cetinjeben, egy végletekig feszült mérkőzésen megszerezte a klub történetének első trófeáját, a szerb-montenegrói kupát. Természetesen a siker-történet itt nem ért véget. Ugyanebben az évben, a bajnoki elődöntőben az újvidéki csapat könnyen búcsúztatta a niši Železničart, s a döntőben a nagy rivális Partizant várta. Hatalmas meglepetésre azonban nem a belgrádiak jutottak a fináléba, hanem az RK Fidelinka. Az első döntőbeli mérkőzésen 5 góllal, míg a másodikon 6 góllal bizonyult jobbnak a Vojvodina.
Ezzel a csapat elérte legnagyobb sikerét, bajnok lett. Az aranycsapat névsora: Vladimir Mandić, Predrag Peruničić, Šandor Hodik, Đorđe Ćirković, Božidar Nadoveza, Goran Arsenić, Branislav Radišić, Rade Mijatović, Boban Knežević, Vladimir Ognjenović, Predrag Vujadinović, Vladimir Čorlija, Dušan Pašić, Mirko Milošević, Goran Đurović és Ljubomir Jovanović. A csapat edzője természetesen nem volt más, mint Zoran Kurteš.
A sikerek ellenére a csapat nem tudta stabilizálni helyét a dobogón, mivel az anyagi hátteret előteremtő Bogdan Rodić klub-elnök hamarosan elhalálozott.
Mindezek ellenére a 2005/2006-os szezonban a csapat ismét eljutott a kupa-döntőig, s Čačakban újra aranyat nyertek a Kurteš-tanítványok. Az újvidéki csapat e 2 évben a nemzetközi porondon is szerepelt különösebb siker nélkül. Ezt követően a szerb edző Szeged felé vette az irányt.

### Pick Szeged
Kurteš mester 2006 nyarán érkezett a Pick Szegedhez Kovács Péter távozását követően, s a magyar klubbal 2 éves szerződést kötött. Korábban tíz évet dolgozott a jugoszláv/szerb-montenegrói/szerb bajnokságban, amelyben a legjobb klubok foglalkoztatták. A magyar csapat felkérését nagy kihívásnak tekintette. Bár korábban is bizonyította tehetségét a fiatal szerb tréner, de kissé belefáradt abba, hogy Szerbiában az él-klubok nem tudtak bekerülni az európai elitbe, mert a legjobb játékosaikat elvitték mindig a külföldi csapatok. Így volt ez korábbi „munkahelyén” is, a Vojvodinanál, amelynek keretéből kilenc tehetséges fiatal távozott edzősködése alatt. Szegeden biztos szakmai és anyagi háttér állt a csapat mögött, ezért adott volt a lehetőség a jó bajnoki, kupa valamit bajnokok ligájában való szerepléshez is.
Mindezek ellenére a Pick 2006/2007-es idénye nem kezdődött valami jól. A szegedi kispadon debütáló Zoran Kurteš irányítása alatt a szegedi csapat először elvesztett egy fontos, Veszprém elleni rangadót (35-23) .
Ezután a Magyar Kupa címvédőjeként, hazai pályán, hatalmas meglepetésre kiesett a Tatabánya csapata ellen. A szegediek a BL-ben sem teljesítettek valami jól. Bár a csoport-körből nagy nehézségek árán sikerült továbbjutnia a Picknek, a nyolcad-döntőben a spanyol Valladolid összesítésben mindössze 1 góllal jobbnak bizonyult a magyar csapatnál.
A 2007 februárjában a Dunaferrtől elszenvedett tízgólos bajnoki vereséget követően (32–22)   Zoran Kurteš és az 1961-ben alapított klub közös megegyezéssel szerződést bontott egymással.
Ezt követően az ekkor már edzői képesítéssel is rendelkező Vladan Matićot nevezték ki 2007. február 18-án a magyar él-klub új vezetőedzőjévé.
Szinte hihetetlen, de Matić vezérletével a szegedi csapat nagy nehézségek árán 2007-ben eljutott az elődöntőig, ahol egy ötmeccses, Dunaferr elleni továbbjutás után a bajnoki döntőt végül 3:1-re nyerte meg a Tisza-parti alakulat, az örök rivális, MKB Veszprém legyőzésével. 1996 után újból bajnok lett a Pick Szeged.

### Al-Ahly
Zoran Kurteš irányításával bajnokságot nyert a csapat.

### HCM Constanta
A szerb edző 2008. szeptember 30-án, 3 évre, 2011-ig szóló szerződést kötött a román élvonalbeli csapattal. A 2008/2009-es idényben a szerb mester a román csapattal bajnokságot nyert, míg a kupában 3. helyet ért el. A KEK-ben negyeddöntőig vezette csapatát az edző.
A bajnokság megnyerésének köszönhetően a 2009/2010-es szezonban a csapat a Bajnokok Ligájában indulhatott, ahol nagy meglepetésre a csoportkörből továbbjutva a románok a legjobb 16 közé jutottak. Több meglepő eredményt is elért a román bajnok. Hazai pályán legyőzte a nagy múltú francia szupercsapatot, a Montpelliert, valamint korábbi munkaadóját, a Pick Szegedet is. Azzal, hogy a Kurteš-legények legyőzték a magyar bajnoki ezüstérmest, nagyban hozzájárultak ahhoz, hogy a szerb vezetőedzőt éppen a szegedi kispadon váltó Vladan Matićot menesszék a Picktől. Mint ismeretes, egy pár nappal későbbi kecskeméti vereség tényleg Matić állásába került. A Contanta tovább folytatta jó szereplését, s idegenben pontot rabolt a jó erőkből álló spanyol Valladolidtól is. Ezeknek a pontszerzéseknek köszönhetően a Constanta megelőzte a Pick Szegedet, valamint a görög Paok Szalonikit, s hatalmas sportsikert értek el a román kézilabda történetében. Román csapat addig még nem jutott tovább a Bajnokok Ligája csoportköréből.
A legjobb 16 csapat között a sors a többszörös magyar bajnok, valamint a tragikusan meggyilkolt Marian Cozma egykori csapatát, az MKB Veszprémet hozta ellenfélül. A 2 mérkőzéses nyolcaddöntő első, romániai felvonásán a Veszprém 4 góllal bizonyult jobbnak vetélytársánál. Az eredmény 23-27 lett a többszörös magyar bajnok javára. A veszprémi visszavágón bár jobban teljesített a román bajnok, nem volt esélye a továbbjutásra. A Kurteš-csapat mindössze 1 góllal maradt alul riválisával szemben, az eredmény 26-27 lett.
A román bajnok a nemzetközi megmérettetéstől való búcsúzás után továbbra is jól szerepelt hazája bajnokságában, s ismét begyűjtötte a bajnoki címet a 2009/2010-es idényben. A bajnoki címvédés után pár nappal Kurteš-mester tragikus hirtelenséggel elhunyt. Az immáron román bajnokcsapat bejutott a román kézilabda-kupa négyes döntőjébe is, de itt már a szerb edző sajnos nem lehetett jelen. A Constanta a Steaua Bukarest csapatát búcsúztatta az elődöntőben, az aranyéremért pedig a román bajnokság ezüstérmesével, a Resitaval kellett megküzdeni. Az eredmény 60 percnyi játékidőt követően 26-26 volt. Ezután hétméteresek következtek, amelyek kivitelezésében a Resita bizonyult jobbnak. A végeredmény 30-29 lett a román bajnoki 2. helyezett javára. A Constanta tehát ezüstérmet szerzett a kupa-fináléban.

## Eredményei edzőként

### RK Sintelon
- - 1 jugoszláv kupa aranyérem: 1999/2000
  - 1 jugoszláv kupa ezüstérem: 1998/1999
  - 2 jugoszláv bajnoki ezüstérem: 1999/2000; 2000/2001
  - 1 jugoszláv bajnoki bronzérem: 1998/1999

### RK Partizan (Belgrád)
- - 1 jugoszláv bajnoki aranyérem: 2001/2002
  - 1 szerb-montenegrói bajnoki arany: 2002/2003

### RK Vojvodina Novi Sad
- - 1 szerb bajnoki arany: 2004/2005
  - 2 szerb kupa aranyérem: 2004/2005,[32] 2005/2006

### Al-Ahly
- - 1 egyiptomi bajnoki aranyérem: 2007/2008

### HCM Constanta
- - 2 román bajnoki aranyérem: 2008/2009, 2009/2010
  - 1 román kupa bronzérem: 2008/2009

### Világbajnokság
- - 2003 Portugália: – 8. hely

## Családi állapota
Nős, két kisfiú édesapja volt.

## Halálának körülményei
2010. május 7-én, péntek éjjel, 23 órakor a szerb edző rosszul lett a Fekete-tenger nyugati partján levő Mamaia üdülőváros egyik szállodájában, s a kiérkező gyors orvosi segítség sem tudta megmenteni Zoran Kurteš életét. A mentők a segélykéréstől számítva hét percen belül megérkeztek, és egy órán keresztül próbálták újraéleszteni a szívinfarktust kapó 44 éves szakembert, de már nem tudtak segíteni rajta. Halálát tehát, az elsődleges hírek szerint, szívinfarktus okozhatta. A jugoszláv férfi-kézilabda válogatott egykori trénerét szülővárosában, Újvidéken helyezték örök nyugalomra.